# A labdarúgó-világbajnokságok játékvezetői (1930–1938)
Az 1930-tól 1938-ig megrendezett labdarúgó-világbajnokságok játékvezetői és partbírói a következők voltak:
| Név, nemzetiség                            | Év   | Dátum      | Mérk. típusa               | Mérkőzés                       | Eredm.      | Feladat     | Forrás |
| ------------------------------------------ | ---- | ---------- | -------------------------- | ------------------------------ | ----------- | ----------- | ------ |
| Alonso, Gualberto · Uruguay                | 1930 | július 19. | csoportmérk.               | Argentína – Mexikó             | 6–3         | asszisztens |        |
| Aphesteguy, Martin · Uruguay               | 1930 | július 16. | csoportmérk.               | Chile – Mexikó                 | 3–0         | asszisztens |        |
| Aphesteguy, Martin · Uruguay               | 1930 | július 17. | csoportmérk.               | Egyesült Államok – Paraguay    | 3–0         | asszisztens |        |
| Baert, Jacques · Franciaország             | 1934 | május 27.  | nyolcaddöntő               | Németország – Belgium          | 5–2         | asszisztens |        |
| Baert, Jacques · Franciaország             | 1934 | május 31.  | negyeddöntő                | Csehszlovákia – Svájc          | 3–2         | asszisztens |        |
| Baert, Louis Andre · Belgium               | 1934 | május 27.  | nyolcaddöntő               | Ausztria – Franciaország       | 3–2 (h. u.) | asszisztens |        |
| Baert, Louis Andre · Belgium               | 1934 | május 31.  | negyeddöntő                | Olaszország – Spanyolország    | 1–1 (h. u.) | játékvezető |        |
| Baert, Louis Andre · Belgium               | 1934 | június 3.  | elődöntő                   | Olaszország – Ausztria         | 1–0         | asszisztens |        |
| Baert, Louis Andre · Belgium               | 1934 | június 10. | döntő                      | Olaszország – Csehszlovákia    | 2–1 (h.u.)  | asszisztens |        |
| Baert, Louis Andre · Belgium               | 1938 | június 9.  | nyolcaddöntő (újrajátszás) | Németország – Svájc            | 2–4         | asszisztens |        |
| Baert, Louis Andre · Belgium               | 1938 | június 12. | negyeddöntő                | Franciaország – Olaszország    | 1–3         | játékvezető |        |
| Balway, Thomas · Franciaország             | 1930 | július 14. | csoportmérk.               | Jugoszlávia – Brazília         | 2–1         | asszisztens |        |
| Balway, Thomas · Franciaország             | 1930 | július 18. | csoportmérk.               | Uruguay – Peru                 | 1–0         | asszisztens |        |
| Balway, Thomas · Franciaország             | 1930 | július 20. | csoportmérk.               | Brazília – Bolívia             | 4–0         | játékvezető |        |
| Balway, Thomas · Franciaország             | 1930 | július 27. | elődöntő                   | Uruguay – Jugoszlávia          | 6–1         | asszisztens |        |
| Barlassina, Rinaldo · Olaszország          | 1934 | május 27.  | nyolcaddöntő               | Magyarország – Egyiptom        | 4–2         | játékvezető |        |
| Barlassina, Rinaldo · Olaszország          | 1934 | május 31.  | negyeddöntő                | Németország – Svédország       | 2–1         | játékvezető |        |
| Barlassina, Rinaldo · Olaszország          | 1934 | június 3.  | elődöntő                   | Csehszlovákia – Németország    | 3–1         | játékvezető |        |
| Barlassina, Rinaldo · Olaszország          | 1938 | június 12. | negyeddöntő                | Svájc – Magyarország           | 2–0         | játékvezető |        |
| Beranek, Alois · Ausztria · Németország    | 1934 | május 27.  | nyolcaddöntő               | Svájc – Hollandia              | 3–2         | asszisztens |        |
| Beranek, Alois · Ausztria · Németország    | 1934 | május 31.  | negyeddöntő                | Csehszlovákia – Svájc          | 3–2         | játékvezető |        |
| Beranek, Alois · Ausztria · Németország    | 1934 | június 3.  | elődöntő                   | Csehszlovákia – Németország    | 3–1         | asszisztens |        |
| Beranek, Alois · Ausztria · Németország    | 1938 | június 5.  | nyolcaddöntő               | Olaszország – Norvégia         | 2–1 (h. u.) | játékvezető |        |
| Beranek, Alois · Ausztria · Németország    | 1938 | június 12. | negyeddöntő                | Svájc – Magyarország           | 2–0         | asszisztens |        |
| Beranek, Alois · Ausztria · Németország    | 1938 | június 16. | elődöntő                   | Olaszország – Brazília         | 2–1         | asszisztens |        |
| Birlem, Alfred · Németország               | 1934 | május 27.  | nyolcaddöntő               | Spanyolország – Brazília       | 3–1         | játékvezető |        |
| Birlem, Alfred · Németország               | 1934 | május 31.  | negyeddöntő                | Ausztria – Magyarország        | 2–1         | asszisztens |        |
| Birlem, Alfred · Németország               | 1938 | június 5.  | nyolcaddöntő               | Franciaország – Belgium        | 3–1         | asszisztens |        |
| Birlem, Alfred · Németország               | 1938 | június 9.  | nyolcaddöntő (újrajátszás) | Kuba – Románia                 | 2–1         | játékvezető |        |
| Bonivento, Ferruccio · Olaszország         | 1934 | május 27.  | nyolcaddöntő               | Svájc – Hollandia              | 3–2         | asszisztens |        |
| Bouture, Georges · Franciaország           | 1938 | június 5.  | nyolcaddöntő               | Olaszország – Norvégia         | 2–1 (h. u.) | asszisztens |        |
| Bouture, Georges · Franciaország           | 1938 | június 12. | negyeddöntő                | Svájc – Magyarország           | 2–0         | asszisztens |        |
| Braun, Erwin · Ausztria                    | 1934 | május 27.  | nyolcaddöntő               | Svédország – Argentína         | 3–2         | játékvezető |        |
| Caironi, Camillo · Olaszország             | 1934 | május 27.  | nyolcaddöntő               | Ausztria – Franciaország       | 3–2 (h. u.) | asszisztens |        |
| Caironi, Camillo · Olaszország             | 1934 | június 7.  | bronzmérkőzés              | Németország – Ausztria         | 3–2         | asszisztens |        |
| Capdeville, Pierre Georges · Franciaország | 1938 | június 9.  | nyolcaddöntő (újrajátszás) | Kuba – Románia                 | 2–1         | asszisztens |        |
| Capdeville, Pierre Georges · Franciaország | 1938 | június 14. | negyeddöntő (újrajátszás)  | Brazília – Csehszlovákia       | 2–1         | játékvezető |        |
| Capdeville, Pierre Georges · Franciaország | 1938 | június 19. | döntő                      | Magyarország – Olaszország     | 2–4         | játékvezető |        |
| Carminat, Ettore · Olaszország             | 1934 | május 27.  | nyolcaddöntő               | Spanyolország – Brazília       | 3–1         | asszisztens |        |
| Carraro, Albino · Olaszország              | 1934 | május 27.  | nyolcaddöntő               | Svédország – Argentína         | 3–2         | asszisztens |        |
| Carraro, Albino · Olaszország              | 1934 | június 7.  | bronzmérkőzés              | Németország – Ausztria         | 3–2         | játékvezető |        |
| Christophe, Henry · Belgium                | 1930 | július 13. | csoportmérk.               | Franciaország – Mexikó         | 4–1         | asszisztens |        |
| Christophe, Henry · Belgium                | 1930 | július 16. | csoportmérk.               | Chile – Mexikó                 | 3–0         | játékvezető |        |
| Christophe, Henry · Belgium                | 1930 | július 18. | csoportmérk.               | Uruguay – Peru                 | 1–0         | asszisztens |        |
| Christophe, Henry · Belgium                | 1930 | július 22. | csoportmérk.               | Argentína – Chile              | 3–1         | asszisztens |        |
| Christophe, Henry · Belgium                | 1930 | július 30. | döntő                      | Uruguay – Argentína            | 4–2         | asszisztens |        |
| Conrié, Roger · Franciaország              | 1938 | június 5.  | nyolcaddöntő               | Magyarország – Holland India   | 6–0         | játékvezető |        |
| Dattilo, Generoso · Olaszország            | 1934 | május 27.  | nyolcaddöntő               | Magyarország – Egyiptom        | 4–2         | asszisztens |        |
| De La Salle, Charles · Franciaország       | 1938 | június 5.  | nyolcaddöntő               | Magyarország – Holland India   | 6–0         | asszisztens |        |
| De La Salle, Charles · Franciaország       | 1938 | június 12. | negyeddöntő                | Brazília – Csehszlovákia       | 1–1 (h. u.) | asszisztens |        |
| Eklind, Ivan · Svédország                  | 1934 | május 27.  | nyolcaddöntő               | Svájc – Hollandia              | 3–2         | játékvezető |        |
| Eklind, Ivan · Svédország                  | 1934 | június 3.  | elődöntő                   | Olaszország – Ausztria         | 1–0         | játékvezető |        |
| Eklind, Ivan · Svédország                  | 1934 | június 10. | döntő                      | Olaszország – Csehszlovákia    | 2–1 (h.u.)  | játékvezető |        |
| Eklind, Ivan · Svédország                  | 1938 | június 5.  | nyolcaddöntő               | Brazília – Lengyelország       | 6–5 (h. u.) | játékvezető |        |
| Eklind, Ivan · Svédország                  | 1938 | június 9.  | nyolcaddöntő (újrajátszás) | Németország – Svájc            | 2–4         | játékvezető |        |
| Eklind, Ivan · Svédország                  | 1938 | június 12. | negyeddöntő                | Franciaország – Olaszország    | 1–3         | asszisztens |        |
| Escartín Moran, Pedro · Spanyolország      | 1934 | május 27.  | nyolcaddöntő               | Olaszország – Egyesült Államok | 7–1         | asszisztens |        |
| Escartín Moran, Pedro · Spanyolország      | 1934 | május 31.  | negyeddöntő                | Ausztria – Magyarország        | 2–1         | asszisztens |        |
| Escartín Moran, Pedro · Spanyolország      | 1934 | június 3.  | elődöntő                   | Csehszlovákia – Németország    | 3–1         | asszisztens |        |
| Escartín Moran, Pedro · Spanyolország      | 1934 | június 7.  | bronzmérkőzés              | Németország – Ausztria         | 3–2         | asszisztens |        |
| Hertzka Pál · Magyarország                 | 1938 | június 12. | negyeddöntő                | Brazília – Csehszlovákia       | 1–1 (h. u.) | játékvezető |        |
| Iváncsics Mihály · Magyarország            | 1934 | május 27.  | nyolcaddöntő               | Spanyolország – Brazília       | 3–1         | asszisztens |        |
| Iváncsics Mihály · Magyarország            | 1934 | május 31.  | negyeddöntő                | Olaszország – Spanyolország    | 1–1 (h. u.) | asszisztens |        |
| Iváncsics Mihály · Magyarország            | 1934 | június 1.  | negyeddöntő (újrajátszás)  | Olaszország – Spanyolország    | 1–0         | asszisztens |        |
| Iváncsics Mihály · Magyarország            | 1934 | június 10. | döntő                      | Olaszország – Csehszlovákia    | 2–1 (h.u.)  | asszisztens |        |
| Kissenberger, Ernest · Franciaország       | 1938 | június 5.  | nyolcaddöntő               | Brazília – Lengyelország       | 6–5 (h. u.) | asszisztens |        |
| Kissenberger, Ernest · Franciaország       | 1938 | június 14. | negyeddöntő (újrajátszás)  | Brazília – Csehszlovákia       | 2–1         | asszisztens |        |
| Krist, Augustin Gustav · Csehszlovákia     | 1938 | június 5.  | nyolcaddöntő               | Franciaország – Belgium        | 3–1         | asszisztens |        |
| Krist, Augustin Gustav · Csehszlovákia     | 1938 | június 12. | negyeddöntő                | Svédország – Kuba              | 8–0         | játékvezető |        |
| Krist, Augustin Gustav · Csehszlovákia     | 1938 | június 19. | döntő                      | Magyarország – Olaszország     | 2–4         | asszisztens |        |
| Langenus, Jean · Belgium                   | 1930 | július 14. | csoportmérk.               | Románia – Peru                 | 3–1         | asszisztens |        |
| Langenus, Jean · Belgium                   | 1930 | július 16. | csoportmérk.               | Chile – Mexikó                 | 3–0         | asszisztens |        |
| Langenus, Jean · Belgium                   | 1930 | július 18. | csoportmérk.               | Uruguay – Peru                 | 1–0         | játékvezető |        |
| Langenus, Jean · Belgium                   | 1930 | július 22. | csoportmérk.               | Argentína – Chile              | 3–1         | játékvezető |        |
| Langenus, Jean · Belgium                   | 1930 | július 26. | elődöntő                   | Argentína – Egyesült Államok   | 6–1         | játékvezető |        |
| Langenus, Jean · Belgium                   | 1930 | július 30. | döntő                      | Uruguay – Argentína            | 4–2         | játékvezető |        |
| Langenus, Jean · Belgium                   | 1934 | május 27.  | nyolcaddöntő               | Csehszlovákia – Románia        | 2–1         | játékvezető |        |
| Langenus, Jean · Belgium                   | 1938 | június 4.  | nyolcaddöntő               | Németország – Svájc            | 1–1 (h. u.) | játékvezető |        |
| Langenus, Jean · Belgium                   | 1938 | június 19. | bronzmérkőzés              | Svédország – Brazília          | 2–4         | játékvezető |        |
| Leclercq, Lucien · Franciaország           | 1938 | június 5.  | nyolcaddöntő               | Csehszlovákia – Hollandia      | 3–0 (h. u.) | játékvezető |        |
| Leclercq, Lucien · Franciaország           | 1938 | június 16. | elődöntő                   | Magyarország – Svédország      | 5–1         | játékvezető |        |
| Lombardi, Domingo · Uruguay                | 1930 | július 13. | csoportmérk.               | Franciaország – Mexikó         | 4–1         | játékvezető |        |
| Lombardi, Domingo · Uruguay                | 1930 | július 17. | csoportmérk.               | Jugoszlávia – Bolívia          | 4–0         | asszisztens |        |
| Lombardi, Domingo · Uruguay                | 1930 | július 19. | csoportmérk.               | Chile – Franciaország          | 1–0         | asszisztens |        |
| Lombardi, Domingo · Uruguay                | 1930 | július 20. | csoportmérk.               | Paraguay – Belgium             | 1–0         | asszisztens |        |
| Macías, José · Argentína                   | 1930 | július 13. | csoportmérk.               | Egyesült Államok – Belgium     | 3–0         | játékvezető |        |
| Macías, José · Argentína                   | 1930 | július 17. | csoportmérk.               | Egyesült Államok – Paraguay    | 3–0         | játékvezető |        |
| Macías, José · Argentína                   | 1930 | július 20. | csoportmérk.               | Paraguay – Belgium             | 1–0         | asszisztens |        |
| Marenco, Paul · Franciaország              | 1938 | június 4.  | nyolcaddöntő               | Németország – Svájc            | 1–1 (h. u.) | asszisztens |        |
| Marenco, Paul · Franciaország              | 1938 | június 9.  | nyolcaddöntő (újrajátszás) | Kuba – Románia                 | 2–1         | asszisztens |        |
| Marenco, Paul · Franciaország              | 1938 | június 14. | negyeddöntő (újrajátszás)  | Brazília – Csehszlovákia       | 2–1         | asszisztens |        |
| Marenco, Paul · Franciaország              | 1938 | június 16. | elődöntő                   | Olaszország – Brazília         | 2–1         | asszisztens |        |
| Mateucci, Francisco · Uruguay              | 1930 | július 13. | csoportmérk.               | Egyesült Államok – Belgium     | 3–0         | asszisztens |        |
| Mateucci, Francisco · Uruguay              | 1930 | július 14. | csoportmérk.               | Románia – Peru                 | 3–1         | asszisztens |        |
| Mateucci, Francisco · Uruguay              | 1930 | július 17. | csoportmérk.               | Jugoszlávia – Bolívia          | 4–0         | játékvezető |        |
| Mateucci, Francisco · Uruguay              | 1930 | július 20. | csoportmérk.               | Brazília – Bolívia             | 4–0         | asszisztens |        |
| Mattea, Francesco · Olaszország            | 1934 | május 27.  | nyolcaddöntő               | Németország – Belgium          | 5–2         | játékvezető |        |
| Mattea, Francesco · Olaszország            | 1934 | május 31.  | negyeddöntő                | Ausztria – Magyarország        | 2–1         | játékvezető |        |
| Melandri, Ermenegildo · Olaszország        | 1934 | május 27.  | nyolcaddöntő               | Németország – Belgium          | 5–2         | asszisztens |        |
| Mercet, René · Svájc                       | 1934 | május 27.  | nyolcaddöntő               | Olaszország – Egyesült Államok | 7–1         | játékvezető |        |
| Mercet, René · Svájc                       | 1934 | május 31.  | negyeddöntő                | Németország – Svédország       | 2–1         | asszisztens |        |
| Mercet, René · Svájc                       | 1934 | június 1.  | negyeddöntő (újrajátszás)  | Olaszország – Spanyolország    | 1–0         | játékvezető |        |
| Merkcx, Jean · Franciaország               | 1938 | június 5.  | nyolcaddöntő               | Kuba – Románia                 | 3–3 (h. u.) | asszisztens |        |
| Mohammed Youssof · Egyiptom                | 1934 | május 31.  | negyeddöntő                | Csehszlovákia – Svájc          | 3–2         | asszisztens |        |
| Olive, D. · Franciaország                  | 1938 | június 5.  | nyolcaddöntő               | Csehszlovákia – Hollandia      | 3–0 (h. u.) | asszisztens |        |
| Olive, D. · Franciaország                  | 1938 | június 19. | bronzmérkőzés              | Svédország – Brazília          | 2–4         | asszisztens |        |
| Poissant, Louis · Franciaország            | 1938 | június 5.  | nyolcaddöntő               | Brazília – Lengyelország       | 6–5 (h. u.) | asszisztens |        |
| Rădulescu, Constantin · Románia            | 1930 | július 15. | csoportmérk.               | Argentína – Franciaország      | 1–0         | asszisztens |        |
| Rădulescu, Constantin · Románia            | 1930 | július 19. | csoportmérk.               | Argentína – Mexikó             | 6–3         | asszisztens |        |
| Rêgo, Gilberto de Almeida · Brazília       | 1930 | július 13. | csoportmérk.               | Franciaország – Mexikó         | 4–1         | asszisztens |        |
| Rêgo, Gilberto de Almeida · Brazília       | 1930 | július 15. | csoportmérk.               | Argentína – Franciaország      | 1–0         | játékvezető |        |
| Rêgo, Gilberto de Almeida · Brazília       | 1930 | július 19. | csoportmérk.               | Chile – Franciaország          | 1–0         | asszisztens |        |
| Rêgo, Gilberto de Almeida · Brazília       | 1930 | július 21. | csoportmérk.               | Uruguay – Románia              | 4–0         | játékvezető |        |
| Rêgo, Gilberto de Almeida · Brazília       | 1930 | július 27. | elődöntő                   | Uruguay – Jugoszlávia          | 6–1         | játékvezető |        |
| Sassi, Otello · Olaszország                | 1934 | május 27.  | nyolcaddöntő               | Magyarország – Egyiptom        | 4–2         | asszisztens |        |
| Saucedo, Ulises · Bolívia                  | 1930 | július 15. | csoportmérk.               | Argentína – Franciaország      | 1–0         | asszisztens |        |
| Saucedo, Ulises · Bolívia                  | 1930 | július 19. | csoportmérk.               | Argentína – Mexikó             | 6–3         | játékvezető |        |
| Saucedo, Ulises · Bolívia                  | 1930 | július 21. | csoportmérk.               | Uruguay – Románia              | 4–0         | asszisztens |        |
| Saucedo, Ulises · Bolívia                  | 1930 | július 22. | csoportmérk.               | Argentína – Chile              | 3–1         | asszisztens |        |
| Saucedo, Ulises · Bolívia                  | 1930 | július 27. | elődöntő                   | Uruguay – Jugoszlávia          | 6–1         | asszisztens |        |
| Saucedo, Ulises · Bolívia                  | 1930 | július 30. | döntő                      | Uruguay – Argentína            | 4–2         | asszisztens |        |
| Scarpi, Giuseppe · Olaszország             | 1934 | május 27.  | nyolcaddöntő               | Csehszlovákia – Románia        | 2–1         | asszisztens |        |
| Scarpi, Giuseppe · Olaszország             | 1938 | június 5.  | nyolcaddöntő               | Kuba – Románia                 | 3–3 (h. u.) | játékvezető |        |
| Scarpi, Giuseppe · Olaszország             | 1938 | június 12. | negyeddöntő                | Brazília – Csehszlovákia       | 1–1 (h. u.) | asszisztens |        |
| Scarpi, Giuseppe · Olaszország             | 1938 | június 16. | elődöntő                   | Magyarország – Svédország      | 5–1         | asszisztens |        |
| Scorzoni, Raffaele · Olaszország           | 1934 | május 27.  | nyolcaddöntő               | Csehszlovákia – Románia        | 2–1         | asszisztens |        |
| Sdez, Victor · Franciaország               | 1938 | június 5.  | nyolcaddöntő               | Csehszlovákia – Hollandia      | 3–0 (h. u.) | asszisztens |        |
| Sdez, Victor · Franciaország               | 1938 | június 12. | negyeddöntő                | Svédország – Kuba              | 8–0         | asszisztens |        |
| Tejada, Anibal · Uruguay                   | 1930 | július 14. | csoportmérk.               | Jugoszlávia – Brazília         | 2–1         | játékvezető |        |
| Tejada, Anibal · Uruguay                   | 1930 | július 17. | csoportmérk.               | Egyesült Államok – Paraguay    | 3–0         | asszisztens |        |
| Tejada, Anibal · Uruguay                   | 1930 | július 19. | csoportmérk.               | Chile – Franciaország          | 1–0         | játékvezető |        |
| Trehou, D. · Franciaország                 | 1938 | június 5.  | nyolcaddöntő               | Olaszország – Norvégia         | 2–1 (h. u.) | asszisztens |        |
| Turbiani, Giuseppe · Olaszország           | 1934 | május 27.  | nyolcaddöntő               | Svédország – Argentína         | 3–2         | asszisztens |        |
| Vallarino, Ricardo · Uruguay               | 1930 | július 14. | csoportmérk.               | Jugoszlávia – Brazília         | 2–1         | asszisztens |        |
| Vallarino, Ricardo · Uruguay               | 1930 | július 20. | csoportmérk.               | Paraguay – Belgium             | 1–0         | játékvezető |        |
| Vallejo, Gaspar · Mexikó                   | 1930 | július 20. | csoportmérk.               | Brazília – Bolívia             | 4–0         | asszisztens |        |
| Vallejo, Gaspar · Mexikó                   | 1930 | július 26. | elődöntő                   | Argentína – Egyesült Államok   | 6–1         | asszisztens |        |
| Valprede, Ferdinand · Franciaország        | 1938 | június 5.  | nyolcaddöntő               | Kuba – Románia                 | 3–3 (h. u.) | asszisztens |        |
| Valprede, Ferdinand · Franciaország        | 1938 | június 19. | bronzmérkőzés              | Svédország – Brazília          | 2–4         | asszisztens |        |
| van Moorsel, Johannes · Hollandia          | 1934 | május 27.  | nyolcaddöntő               | Ausztria – Franciaország       | 3–2 (h. u.) | játékvezető |        |
| van Moorsel, Johannes · Hollandia          | 1934 | május 31.  | negyeddöntő                | Németország – Svédország       | 2–1         | asszisztens |        |
| van Moorsel, Johannes · Hollandia          | 1938 | június 4.  | nyolcaddöntő               | Németország – Svájc            | 1–1 (h. u.) | asszisztens |        |
| van Moorsel, Johannes · Hollandia          | 1938 | június 9.  | nyolcaddöntő (újrajátszás) | Németország – Svájc            | 2–4         | asszisztens |        |
| van Moorsel, Johannes · Hollandia          | 1938 | június 16. | elődöntő                   | Magyarország – Svédország      | 5–1         | asszisztens |        |
| Warnken, Alberto · Chile                   | 1930 | július 13. | csoportmérk.               | Egyesült Államok – Belgium     | 3–0         | asszisztens |        |
| Warnken, Alberto · Chile                   | 1930 | július 14. | csoportmérk.               | Románia – Peru                 | 3–1         | játékvezető |        |
| Warnken, Alberto · Chile                   | 1930 | július 17. | csoportmérk.               | Jugoszlávia – Bolívia          | 4–0         | asszisztens |        |
| Warnken, Alberto · Chile                   | 1930 | július 21. | csoportmérk.               | Uruguay – Románia              | 4–0         | asszisztens |        |
| Warnken, Alberto · Chile                   | 1930 | július 26. | elődöntő                   | Argentína – Egyesült Államok   | 6–1         | asszisztens |        |
| Weingartner, Karl · Németország            | 1938 | június 5.  | nyolcaddöntő               | Magyarország – Holland India   | 6–0         | asszisztens |        |
| Weingartner, Karl · Németország            | 1938 | június 12. | negyeddöntő                | Svédország – Kuba              | 8–0         | asszisztens |        |
| Wüthrich, Hans · Svájc                     | 1938 | június 5.  | nyolcaddöntő               | Franciaország – Belgium        | 3–1         | játékvezető |        |
| Wüthrich, Hans · Svájc                     | 1938 | június 12. | negyeddöntő                | Franciaország – Olaszország    | 1–3         | asszisztens |        |
| Wüthrich, Hans · Svájc                     | 1938 | június 16. | elődöntő                   | Olaszország – Brazília         | 2–1         | játékvezető |        |
| Wüthrich, Hans · Svájc                     | 1938 | június 19. | döntő                      | Magyarország – Olaszország     | 2–4         | asszisztens |        |
| Ženišek, Bohumil · Csehszlovákia           | 1934 | május 27.  | nyolcaddöntő               | Olaszország – Egyesült Államok | 7–1         | asszisztens |        |
| Ženišek, Bohumil · Csehszlovákia           | 1934 | május 31.  | negyeddöntő                | Olaszország – Spanyolország    | 1–1 (h. u.) | asszisztens |        |
| Ženišek, Bohumil · Csehszlovákia           | 1934 | június 1.  | negyeddöntő (újrajátszás)  | Olaszország – Spanyolország    | 1–0         | asszisztens |        |
| Ženišek, Bohumil · Csehszlovákia           | 1934 | június 3.  | elődöntő                   | Olaszország – Ausztria         | 1–0         | asszisztens |        |

1. ↑  A selejtező mérkőzések nélkül.
2. ↑  1938-ban az Anschluss miatt német állampolgárként vett részt a világbajnokságon.
3. ↑  A FIFA hivatkozott jegyzőkönyvei szerint D. Boutoure, más források (pl. ) szerint G. Bouture. A Georges Bouture név egyéb források (pl.  és ) alapján valószínűsíthető.